# إبفو رودريغيش
إيفو رودريغيش (Ivo Rodrigues) (30 مارس 1995 في البرتغال - ) هو لاعب كرة قدم برتغالي في مركز جناح ‏. شارك مع منتخب البرتغال تحت 16 سنة لكرة القدم ومنتخب البرتغال تحت 17 سنة لكرة القدم ومنتخب البرتغال تحت 18 سنة لكرة القدم ومنتخب البرتغال تحت 19 سنة لكرة القدم ومنتخب البرتغال تحت 20 سنة لكرة القدم. أما مع النوادي، فقد لعب مع فيتوريا دي غيماريش ونادي أروكا ونادي بورتو ونادي الخليج السعودي وFC Porto B ‏.

## وصلات خارجية
- ايفو رودريغيز على موقع الاتحاد الدولي (مؤرشف)  (الإنجليزية)
- ايفو رودريغيز على موقع قاعدة بيانات كرة القدم.إي يو (الإنجليزية)
- ايفو رودريغيز على موقع Soccerway.com (الإنجليزية)
- ايفو رودريغيز على موقع أوليمبيديا (الإنجليزية)
- ايفو رودريغيز على موقع AS.com (الإسبانية)